# Benešovské podzemí
Benešovské podzemí je komplex podzemních chodeb a sklepních prostor nacházejících se ve středu města Benešova pod úrovní Masarykova náměstí, Malého náměstí a domů na nich stojících. Podzemní komplex má přibližnou délku půl kilometru, je částečně tesán do podložní skály a částečně má zděnou podobu, přičemž přinejmenším jeho část vznikla ve středověku. Třebaže se v Benešově nikdy nekutalo stříbro či zlato a město dokonce, na rozdíl od sousedního Tábora, nikdy nemělo hradební právo, je labyrint podzemních chodeb překvapivě rozsáhlý.
Benešovské podzemí nebylo nikdy podrobně prozkoumáno, existovaly pouze hrubé plány, kde se sklepení pod nejstaršími domy v Benešově nacházejí. Ty vycházely z kopie jediné existující mapy benešovského podzemí, jež vznikla během okupace Československa nacistickým Německem. V listopadu 2022 proběhl specializovaný povrchový průzkum georadarem s cílem zmapovat podobu podzemí pro účely stavební rekonstrukce náměstí.
Za nejzajímavější jsou považovány podzemní prostory dvoupodlažní. Tyto se nacházejí například pod budovou Infocentra (dům č.p. 230) a Potůčkova domu (dům č.p. 160), v případě kterých je plánováno zpřístupnění veřejnosti.
K benešovskému podzemí se váže legenda o existenci podzemní chodby na Konopiště, která je však málo pravděpodobná.